# Cokesbury (Carolina del Norte)
Cokesbury es un área no incorporada ubicada del condado de Harnett en el estado estadounidense de Carolina del Norte. La comunidad recibió el nombre de metodista los obispos Thomas Coke y Francis Asbury. El Buckhorn Iron Furnace, fue un punto de referencia anterior cerca de aquí, efectuada durante la Guerra Civil hasta 1873.
De acuerdo a los mapas del siglo XIX y principios del 20, Cokesbury fue originalmente conocido como Chalk Level.  En 1889, Chalk Level tenía una población de 65 años. Hay dos iglesias, Cokesbury Metodista y Cumberland Sindicato Bautista, y dos ministros, pero ambos fueron metodista. Tres médicos vivían en Chalk Level, pero no había abogados.
Chalk Level tenía tres herreros, un tonelero y seis empresas, incluyendo tres almacenes generales, una tienda de fertilizantes, un vendedor de madera y una casa de subastas.
Otros negocios cercanos incluyen el Buckhorn mina de carbón, el acero y El cabo del miedo Mina de Hierro, dos molinos de harina y una fábrica de lana.
Chalk Level  había una escuela, la Academia Cokesbury, y un profesor, JA Cameron.
El primer mapa para mostrar el cambio de la tiza a nivel Cokesbury 1916 es un mapa de suelos del Condado de Harnett producido por el Departamento de Agricultura de Carolina del Norte.
Para los mapas del siglo XIX y principios de siglo XX que muestra Cokesbury como Chalk Level.